# الكنايس (تونس)
الكنايس  مدينة تونسية تابعة لمعتمدية مساكن في ولاية سوسة.

## التاريخ
تدل الآثار التي عثر عليها بالكنائس على أن تاريخها يمتد إلى أكثر من 5000 سنة حكمها القرطاجنيون لمدة سبعة قرون ثم حكمها الرومان من سنة 146 ق م إلى 439 ق م على أن زيتا zita : وهو الاسم الروماني لمدينة الكنائس وفق ما أرخ إليه أوقست بافي عن وقائع القائد سيزار ضمن تاريخ تونس، عرفت أوج تحضرها في القرن الثاني للميلاد وشهدت هذه الحقبة بالإضافة إلى الازدهار الفلاحي تشييد العديد من المعالم الحضارية على غـرار مسرح الهواء الطلق وكهف المسرح الروماني.... كما عرفت شأنا عظيما خلال الحقبة الإسلامية في منتصف القرن السابع ميلادي: 648 م – 27 هجري وقد مثلت موقعا إستراتيجيا في عهد الدولة الأغلبية لكونها محطة عبور تربط بين القيروان من جهة وسوسة والمهدية من جهة أخرى:(la berberie orientale sous les zerides de H.R DRISS la)

## الفلاحة
تتواجد منطقة الكنائس في منخفض شاسع، تحيط بها أراضي فلاحية ممتدة مستغلة
- 5100 هك لغراسات الزياتين والزراعات الكبرى،
- 500 هك مراعي وغابات،
- 101 هك أشجار مثمرة،
- 30هك أراضي غير مستغلة.

كما تحتوي منطقة الكنايس على سهل رسوبي شاسع شرقا يسمي «بالقرعة», توجد به مائدة مائية جوفية ممتدة على قرابة 16 كيلومتر مكعب، تقدر الموارد المستغلة بحوالي مليون متر مكعب سنويا، وتتميز هذه المياه بالعذوبة. تستغل «القرعة» لزراعة البقول عند فيضانها والخضراوات في إطار زراعة سقوية، بالإضافة إلى أماكن أخرى متفرقة تستغل في نفس النشاط.
كما تحتوي منطقة الكنايس على عدد هام من الآبار سواء:
- آبار سطحية: معظمها ترتكز على الواجهة الشمالية والجنوبية للقرعة، ويبلغ عددها حوالي 100 بئر مجهزة.
- آبار عميقة متركزة أساسا على جنبات القرعة وقد أنشئت هذه الآبار بحثا عن مياه جوفية عميقة الأكثر غزارة، والتي توفر إمكانيات هامة مقارنة بالآبار السطحية.
- المعصارين" Piezometries " (آبار العمومية):«الكنايس 1» و«كنايس2».

ساهم وجود مدرسة ابتدائية منذ منتصف القرن التاسع عشر1938 -بجوار مدرسة الحاج خليفة القرآنية- في بروز أجيال متعاقبة من المتعلمين من أبناء وبنات القرية، ساهموا كل من موقعه في استمرار الدفق الثقافي للقرية،
ظهرت بين أبناء الكنائس روح التطوع لمقاتلة المستعمر والمساهمة الفعالة في حركة التحرر الوطني في تونس منذ اندلاعها وقدمت القرية الشهداء،
مع بداية الاستقلال أدرجت الكنائس ضمن برنامج القرى النموذجية فتم تعبيد بعض مسالكها الفلاحية وتزويدها بالكهرباء وربطها بشبكات المياه.
تحققت للكنائس بعض المكاسب الاضافية مأخرا بقيت دون المأمول
قياسا للمكانة التاريخية لهذه القرية التي ما زالت آثارها القرطاجنية والرومانية تعاني الإهمال.
يوجد من بين أبناء الكنائس العديد من الكفاءات التي تعمل داخل وخارج الوطن
وتتوزع على كل المجالات: أطباء، مهندسون، باحثون، رجال اقتصاد، مربون...